# Live Religion
Live Religion is een livealbum van de Nederlandse pagan-folkband Omnia, dat in 2005 uitkwam.
Het album bevat opnames van het akoestisch concert van de groep in de Janskerk in Utrecht op 14 augustus 2004 tijdens het festival Summer Darkness. Het concert werd opgenomen met slechts één microfoon. De video-opnames in het cd-romgedeelte zijn opgenomen tijdens een concert van de groep met Oliver Pade van Faun in november 2003 in de Grote of Sint-Laurenskerk in Rotterdam in het kader van het festival Elf Fantasy in Concert.

## Nummers

### Audio
1. Mabon
2. Odi et Amo
3. Etrezomp ni-Kelted
4. Bran
5. Saltatio
6. Morrigan
  1. The Maiden
  2. The Mother
  3. The Crone
7. Sales Pitch
8. Intro (Omnia & Faun)
9. Dúlamán (Omnia & Faun)
10. Auta Luonto (Omnia & Faun)

### Video
1. Morrigan
2. Auta Luonto